# Гигантска горска свиня
Гигантската горска свиня (Hylochoerus meinertzhageni) е най-едрото диво прасе в света и като цяло най-едрият представител на семейство Свиневи.

## Ареал
Гигантската горска свиня обитава предимно екваториалните гори на Централна и отчасти западна Африка. Най-едрите индивиди живеят в района на басейна на река Конго, предимно в Итури и в планините Рувензори и Митумба.

## Описание
Мъжките индивиди са по-едри от женските и достигат до 2.1 m дължина, 1.1 m височина и тегло до 275 kg.

## Начин на живот и хранене
Гигантските горски свине са сравнително слабо изследвани животни. Живеят в гъстите части на горите и са всеядни – хранят се както с плодове, листа и треви, така и с месо. Раздразнителни животни са и често са много нападателни, особено когато имат малки.